# Hársfa-sarlósszövő
A hársfa-sarlósszövő (Sabra harpagula) a sarlósszárnyúfélék családjába tartozó, Eurázsiában honos lepkefaj. 

## Megjelenése
A hársfa-sarlósszövő szárnyfesztávolsága 2,4-4 cm. Teste sárga. Az elülső szárny barnássárga, lilás fénnyel. Mind az elülső, mind a hátsó szárnyakon két-két cikkcakkos sötétebb harántvonal húzódik végig, amelyek pihenő helyzetben úgy illeszkednek, hogy folytonosnak látszanak. Az első szárny közepén széles udvarú, egymáshoz illeszkedő sárga és zöldessárga foltok láthatóak. A szárnyszegély középső része lilás, fekete és lilásfekete rajzolattal. A hátulsó szárny világosabb, mint az elülső, különösen az elülső és a külső szegélynél. A szárny közepén két-két kis sötétlila folt látszik. A szárnyak fonákja sárga. Az elülső szárny rojtja zöldessárga, míg a hátulsóé aranysárga.
A nőstények általában nagyobbak, de mindkét nemnek vannak kicsi és nagyobb egyedei. Az év második nemzedéke átlagosan valamivel kisebb.
Petéi először sárgák, majd vörösbarnák, lapított oválisak, a nőstény kis toronyban rakja le őket. 
Hernyója sárga, a test eleje és oldalai hullámosan ibolyabarnák. A harmadik szelvényen kétcsúcsú húsos nyúlvány található. Feje barnán mintázott, homloka kétcsúcsú. 

### Hasonló fajok
Hasonlíthat hozzá a nyárfa-sarlósszövő, az égerfa-sarlósszövő, a csipkés sarlósszövő, a tölgyfa-sarlósszövő és a bükkfa-sarlósszövő.

## Elterjedése
Eurázsiában honos a Pireneusoktól egészen Japánig. Magyarországon szórványosan fordul elő az Északi-középhegységben és a Dunántúlon, a fában ritka Alföldet kerüli. 

## Életmódja
Nyirkos erdőkben, ligeterdőkben, gyertyános-tölgyesekben, bükkösökben, szurdokerdőkben érzi jól magát. Éjjel aktív.  
Évente két nemzedéke nő fel, imágóit áprilistól júniusig, illetve júliustól szeptemberig lehet látni. Hernyója a hárs, éger, nyír, esetleg tölgy leveleit rágja. Összehúzott levelek között bábozódik, bábként telel át.  
Magyarországon nem védett.

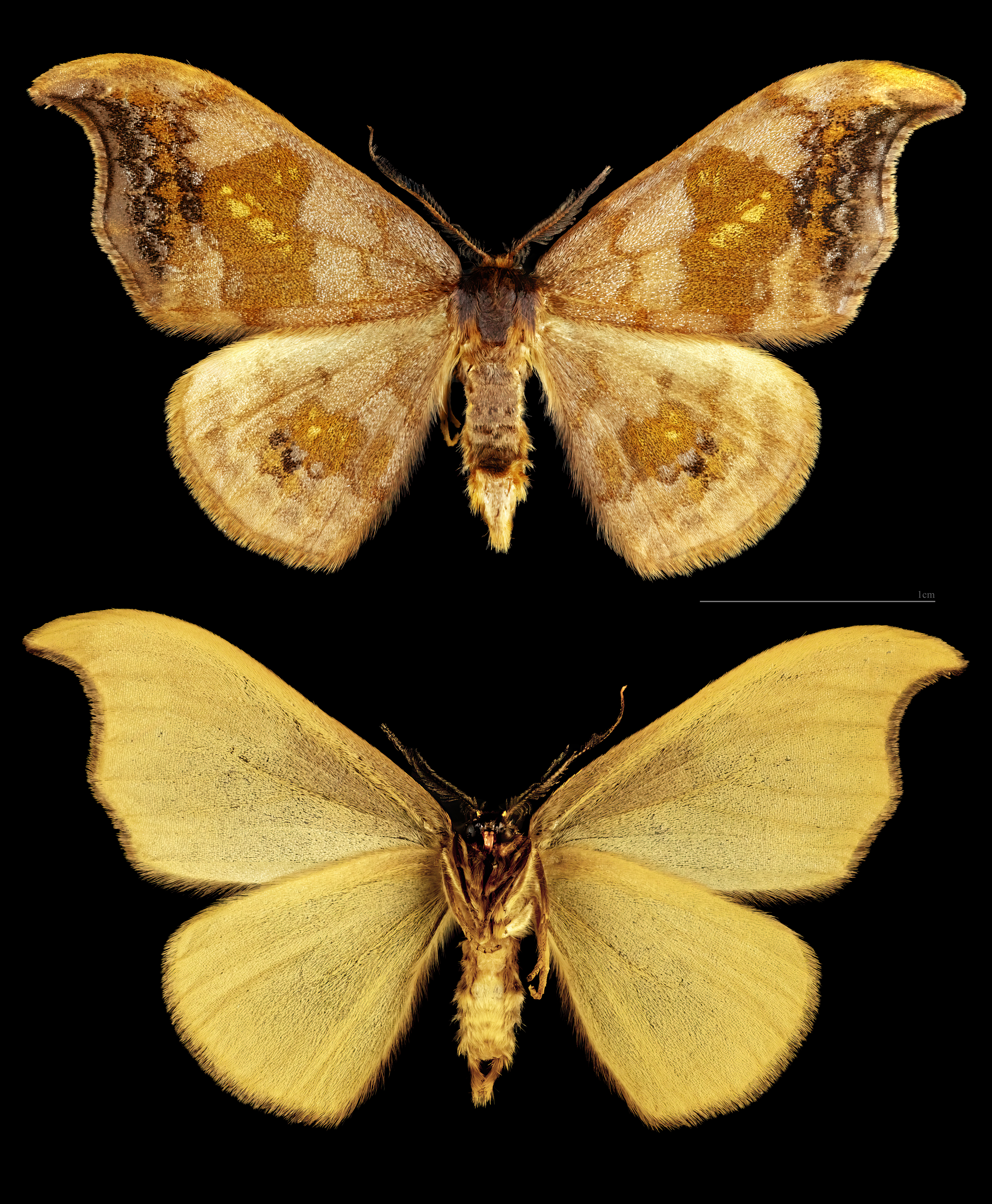
Hím
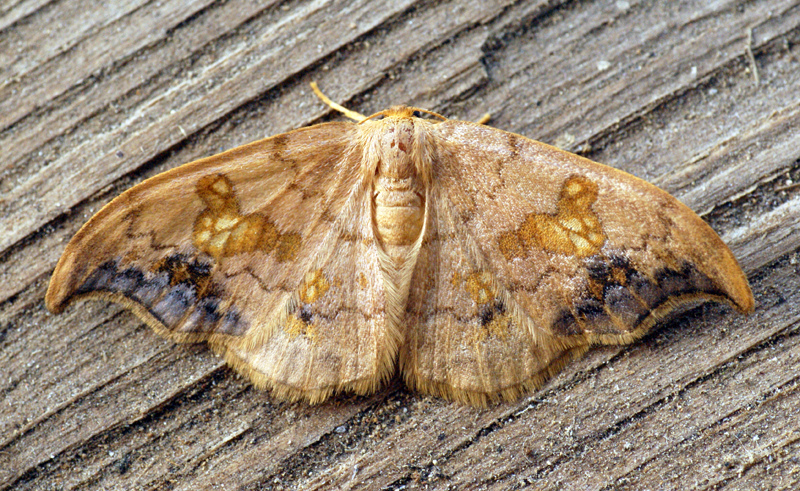
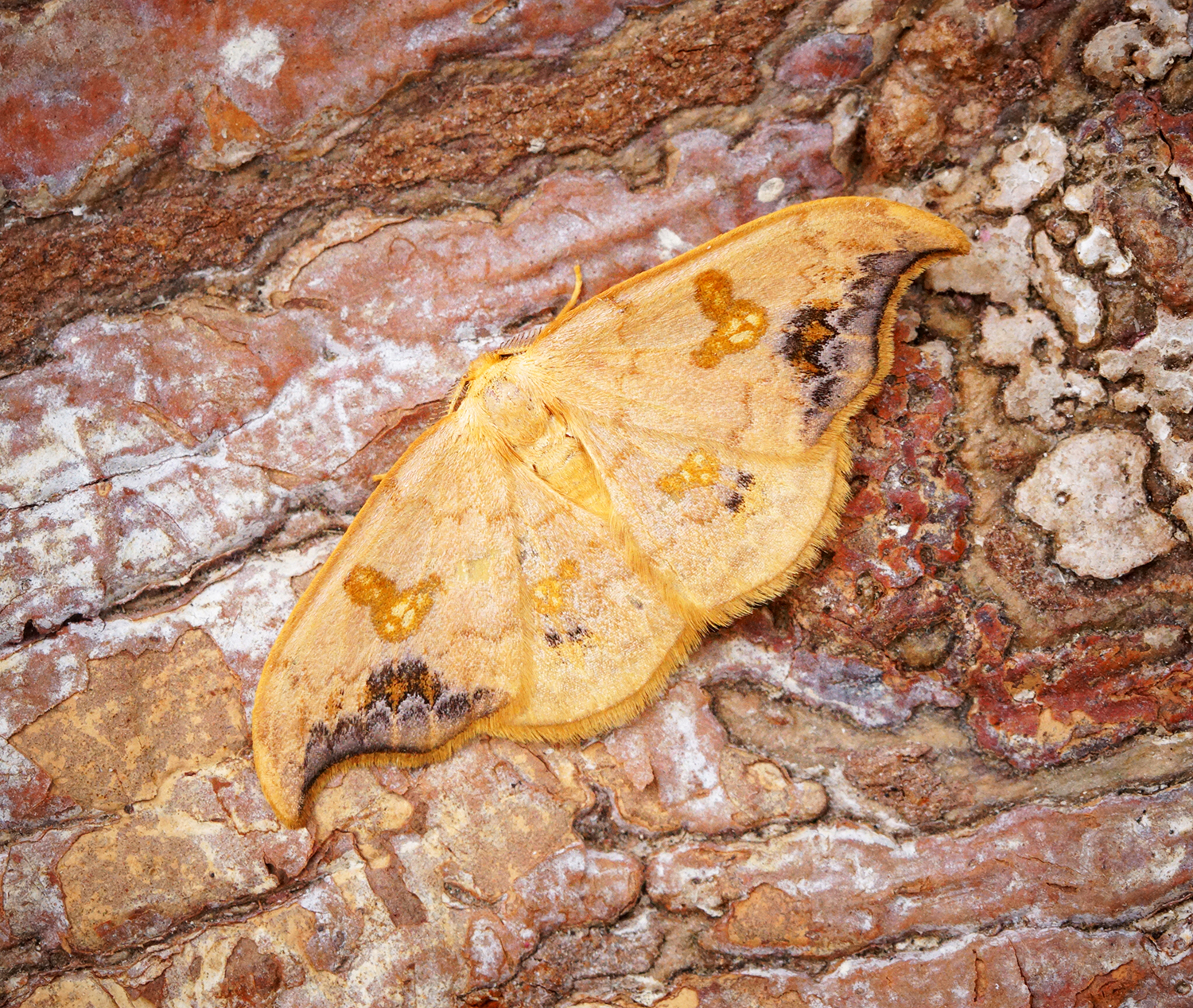
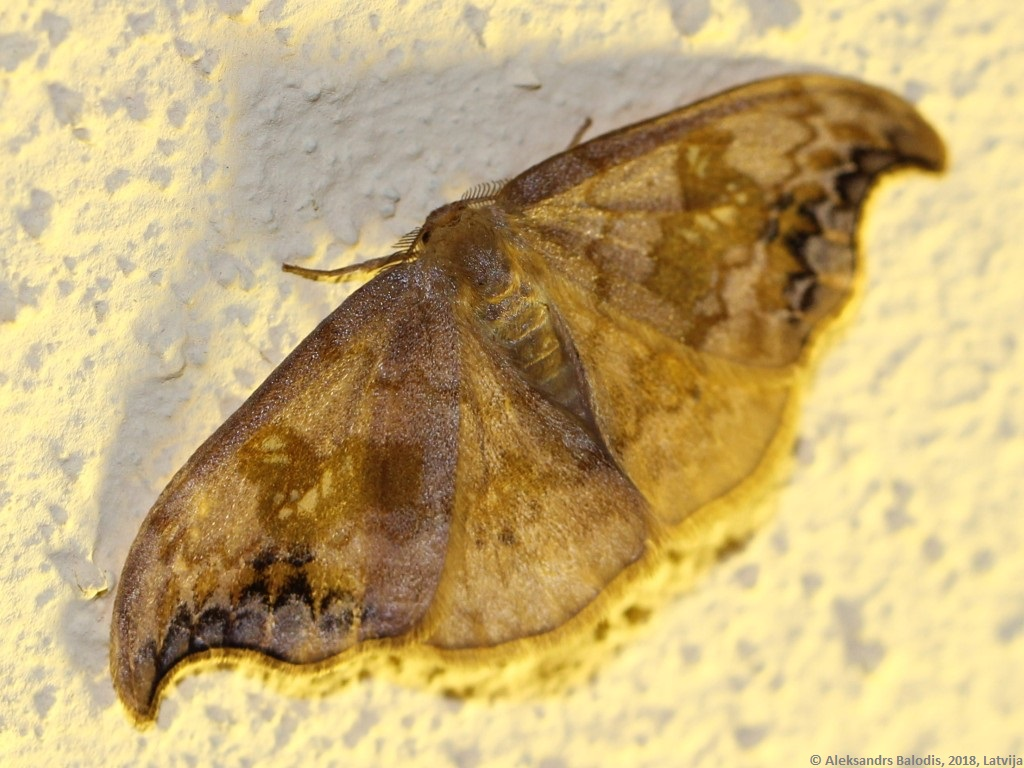